# Marathon d'Édimbourg
Le Marathon d'Édimbourg est une course de marathon se déroulant tous les ans, en MAI, dans les rues d'Édimbourg, en Écosse. Créée en 2003, l'épreuve fait partie en 2014 du circuit international des IAAF Road Race Label Events, dans la catégorie des « Labels de bronze ».